# Ingerophrynus galeatus
Ingerophrynus galeatus és una espècie d'amfibi que viu a Cambodja, Xina, Laos i el Vietnam.
Està amenaçada d'extinció per la pèrdua del seu hàbitat natural.